# Esclavitud en el Imperio otomano

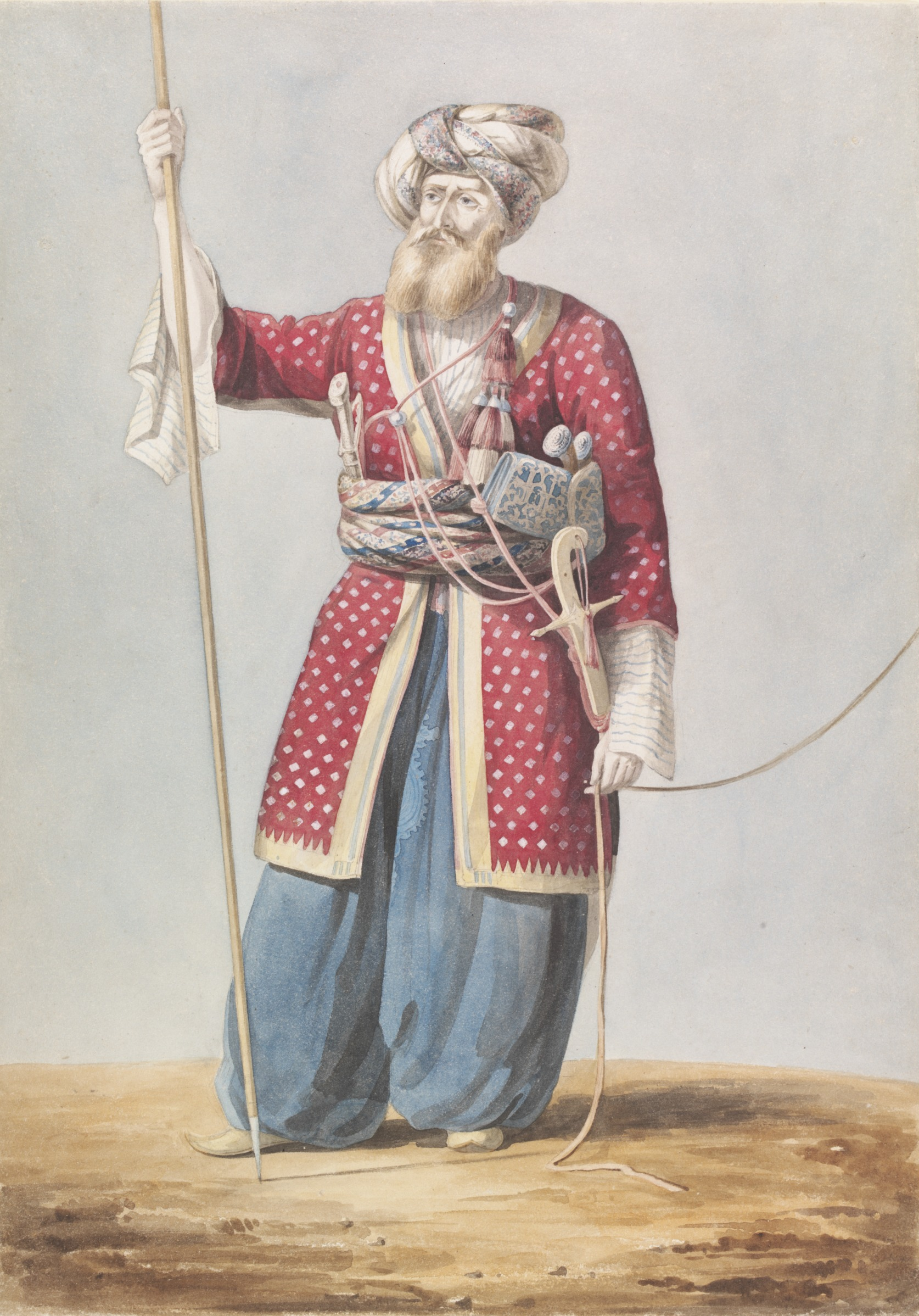
Una mameluco de Alepo, Siria.

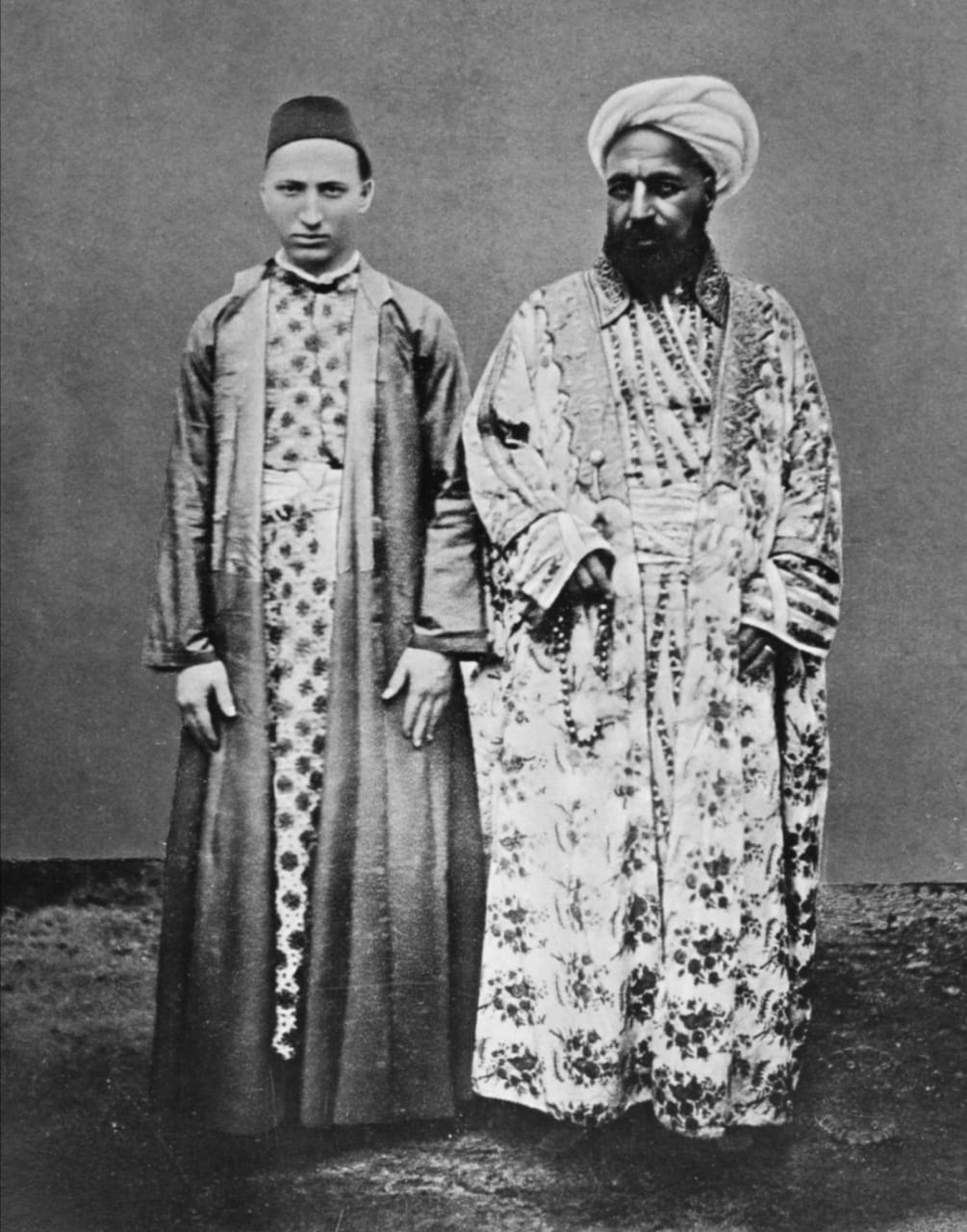
Un comerciante de Meca (hombre con barba) y su esclavo circasiano. Titulado, "Vornehmner Kaufmann mit seinem cirkassischen Sklaven" [Distinguido comerciante y su esclavo circasiano] por Christiaan Snouck Hurgronje, ca. 1888.

La esclavitud en el Imperio otomano fue una parte legal y significativa de la economía y la sociedad del Imperio Otomano. Las principales fuentes de esclavos eran los prisioneros de guerra y las expediciones organizadas para la captura de esclavos en África del Norte y Oriental, Europa del Este, los Balcanes y Circasia en el Cáucaso. Hay reportes de la caída del precio de venta de los esclavos después de grandes operaciones militares. La esclavitud de los caucásicos fue prohibida a principios del siglo XIX, mientras que los esclavos de otros grupos seguían siendo permitidos. En 1609 en Constantinopla (actual Estambul), el centro administrativo y político del Imperio, aproximadamente una quinta parte de la población estaba constituida por esclavos. Las estadísticas de aduanas de los siglos XVI y XVII sugieren que la importación adicional de esclavos europeos hacia Estambul desde el mar Negro puede haber ascendido a 2,5 millones entre 1450 y 1700.
El comercio de esclavos continuaría en gran medida sin cesar hasta principios del siglo XX. Para el año 1908, todavía se vendían esclavas en el Imperio otomano. La esclavitud sexual era una parte central del sistema esclavo otomano a lo largo de la historia de dicha institución.

## Inicios de la esclavitud otomana

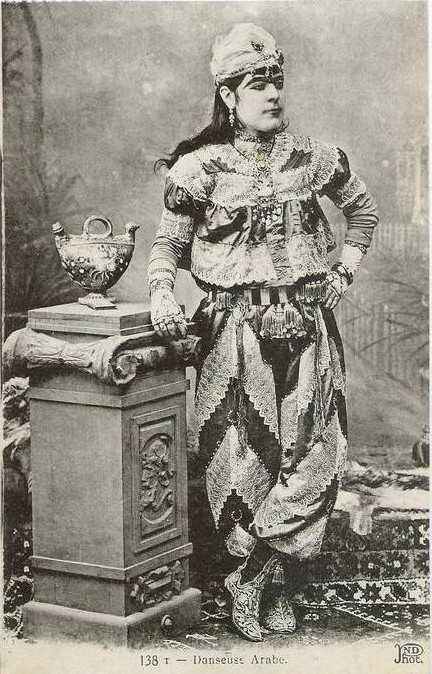
Una fotografía del de un Köçek, un joven esclavo de travesuras usado para fines homosexuales.

A mediados del siglo XIV, Murad I creó un ejército de esclavos, denominado Kapıkulu. La nueva fuerza se basaba en el derecho del sultán a un quinto del botín de guerra, lo cual dio pie a la inclusión de los cautivos de guerra en su ejército personal. Los esclavos capturados eran forzados a convertirse al islam y entrenados para el servicio del sultán. Otro método otomano de esclavización fue el devşirme, cuyo objetivo era la adquisición de los mejores niños y adolescentes cristianos, los cuales eran convertidos forzosamente al islam y entrenados militarmente como parte de los jenízaros, un cuerpo militar de élite. El objetivo final era el de despojar a los cristianos de sus posibles mejores soldados y utilizarlos en su contra en razias para obtener más esclavos y así conquistar sus pueblos natales, ya que era difícil para sus padre combatir en contra de sus propios hijos. Según Bernard Lewis, los jenízaros eran principalmente reclutados de las "poblaciones eslavas y albanesas de los Balcanes". Según la Encyclopædia Britannica y la Enciclopedia del Islam, en los primeros días del imperio todos los cristianos eran reclutados indiscriminadamente, posteriormente, se preferirían los originarios de Albania, Grecia, Bosnia y Bulgaria, por sus destrezas militares.
Los esclavos eran comerciados en mercados designados especialmente para ellos, denominados "Esir" o "Yesir" y los mismos se podían encontrar la mayoría de las ciudades. Con la caída de Constantinopla, el sultán Mehmed II "el Conquistador" estableció el primer mercado de esclavos otomano en la ciudad en la década de 1460. Según Nicolás de Nicolay, había esclavos de todas las edades y de ambos sexos, eran mostrados desnudos para ser examinados a fondo por sus posibles compradores musulmanes, en especial los niños y mujeres jóvenes.

## Esclavitud musulmana en Europa Central y del Este

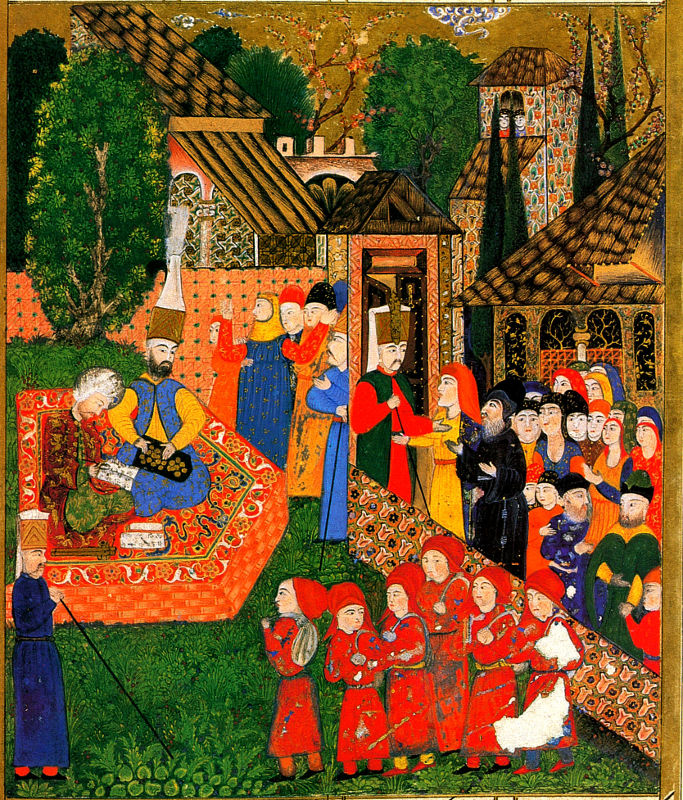
Una pintura otomana de niños cristianos de los balcanes tomados como soldados-esclavos.

En el devşirme, que significa "borrador", "impuesto sobre la sangre" o "recolección de niños", los jóvenes cristianos de los Balcanes y Anatolia eran sacados de sus hogares y familias, convertidos al islam y alistados como Kapıkulu para formar parte de los jenízaros, una clase de soldado especial del ejército otomano que se convirtió en una facción decisiva en las invasiones otomanas de Europa. La mayoría de los comandantes militares de las fuerzas otomanas, administradores imperiales y gobernantes de facto del Imperio, como Sokollu Mehmet Bajá, serían reclutados de esta manera. En 1609, las fuerzas de Kapıkulu del sultán aumentaron hasta formar unos 100 000 soldados.
La esclavitud rural ocurría principalmente en la región del Cáucaso, pero se extendía desde Anatolia a Rumelia, siendo importante después de la inmigración de circasianos de 1864. 
El Kanato de Crimea mantuvo un comercio masivo de esclavos con el Imperio otomano y Oriente Medio hasta principios del siglo XVIII. En un proceso llamado "cosecha de la estepa", los tártaros de Crimea esclavizaron a los campesinos eslavos. La Mancomunidad polaco-lituana y Rusia sufrió una serie de invasiones tártaras, cuyo objetivo era saquear y capturar esclavos para convertirlos en "jasyr". La zona fronteriza al sureste se encontraba en un estado de guerra semipermanente hasta el siglo XVIII. Se estima que hasta el 75 % de la población de Crimea consistió en esclavos o esclavos liberados. Por un largo período, específicamente hasta el siglo XVIII, se estima que el canato mantuvo un comercio masivo de esclavos con el Imperio otomano y Oriente Medio, exportando alrededor de 2 millones de esclavos de Rusia y Polonia-Lituania durante el período 1500-1700. Caffa (ciudad en la península de Crimea) era uno de los puertos comerciales y de esclavos más conocidos y más significativos. Todavía en 1769, una última incursión tártara importante dio lugar a la captura de 20 000 esclavos rusos y rutenos.
El autor e historiador Brian Glyn Williams escribe al respecto:

Fisher estima que en el siglo XVI la Comunidad polaco-lituana perdió alrededor de 20.000 personas al año y que de 1474 a 1694, hasta un millón de ciudadanos de la Comunidad fueron llevados a la esclavitud de Crimea.
Brian Williams

Las primeras fuentes modernas están llenas de descripciones de sufrimientos de esclavos cristianos capturados por los tártaros de Crimea en el curso de sus incursiones:

Parece que la posición y las condiciones cotidianas de un esclavo dependían en gran parte de su dueño. Algunos esclavos podían pasar el resto de sus días haciendo un trabajo agotador: como menciona el vizir de Crimea (ministro) Sefer Gazi Aga en una de sus cartas, los esclavos eran a menudo "un arado y una guadaña" de sus dueños. Lo más terrible, tal vez, fue el destino de aquellos que se convirtieron en esclavos de galeote, cuyos sufrimientos fueron poetizados en muchas dumas (canciones) ucranianas. ... Los esclavos tanto femeninos como masculinos eran a menudo utilizados con fines sexuales.

## Precios e impuestos
Un estudio del mercado de esclavos de la Creta otomana reproduce detalles sobre los precios de los esclavos. Factores como la edad, el color de la piel, la virginidad, etcétera, influyeron significativamente en los precios. Los esclavos más caros fueron aquellos entre 10 y 35 años de edad, con los precios más altos para las niñas virginales europeas de 13 a 25 años de edad y los adolescentes. Los esclavos más baratos eran aquellos con discapacidades y los africanos subsaharianos. Los precios en Creta oscilaban entre 65 y 150 "esedi guruş" (ver Kuruş). Pero incluso los precios más bajos eran asequibles solamente para las personas de altos ingresos. Por ejemplo, en 1717 se vendió un niño de 12 años con discapacidades mentales por 27 guruş, cantidad que podía comprar en el mismo año 462 kilos de carne de cordero, 933 kilos de pan o 1.385 L (366 US gal) de leche. En 1671 una esclava se vendió en Creta por 350 guruş, mientras que al mismo tiempo el valor de una gran casa de dos pisos con un jardín en La Canea era 300 guruş. Había varios impuestos a pagar por la importación y venta de esclavos. Uno de ellos era el impuesto "pençik" o "penç-yek", que literalmente significa "una quinta parte". Esta tributación está basaba en los aleyas del Corán, según los cuales una quinta parte de los despojos de la guerra pertenecían a Alá, al Profeta y a su familia, a los huérfanos, a los necesitados y a los peregrinos. Los otomanos probablemente comenzaron a recolectar pençik en la época del sultán Murad I (1362-1389). El Pençik era cobrado tanto en dinero como en especie, incluyendo los propios esclavos. En el caso de esclavos capturados en guerra, eran dados a los soldados y oficiales como botín de guerra y siguiendo los preceptos del Islam.
La recaptura de esclavos fugitivos era un trabajo para individuos particulares llamados "yavacis". Quienquiera que lograra encontrar un esclavo fugitivo cobraría una cuota de "buena noticia" de los "yavaci" y éste tomaría esta cuota más otros gastos del dueño de los esclavos. Los esclavos también podían ser alquilados, heredados, empeñados, intercambiados o dados como regalos.

## Razias berberiscas de captura de esclavos cristianos
Durante siglos, los grandes buques musulmanes que surcaban el Mediterráneo necesitaban de galeotes europeos suministrados por comerciantes de esclavos otomanos y berberiscos. Cientos de miles de europeos fueron capturados por los piratas de la Berbería y vendidos como esclavos en el norte de África y el Imperio otomano entre los siglos XVI y XIX. Estas incursiones de esclavos fueron conducidas mayormente por musulmanes de origen árabe y bereber en lugar de turcos otomanos. Sin embargo, durante la cúspide del comercio de esclavos de la Berbería en los siglos 16 y 17, los estados berberiscos estaban sujetos a la jurisdicción otomana y estaban gobernados por bajás otomanos. Además, muchos esclavos capturados por los corsarios berberiscos eran vendidos en los territorios orientales del imperio otomano, incluso antes, durante y después de que los estados bereberiscos estuvieran bajo dominación otomana.

## Esclavos Zanj

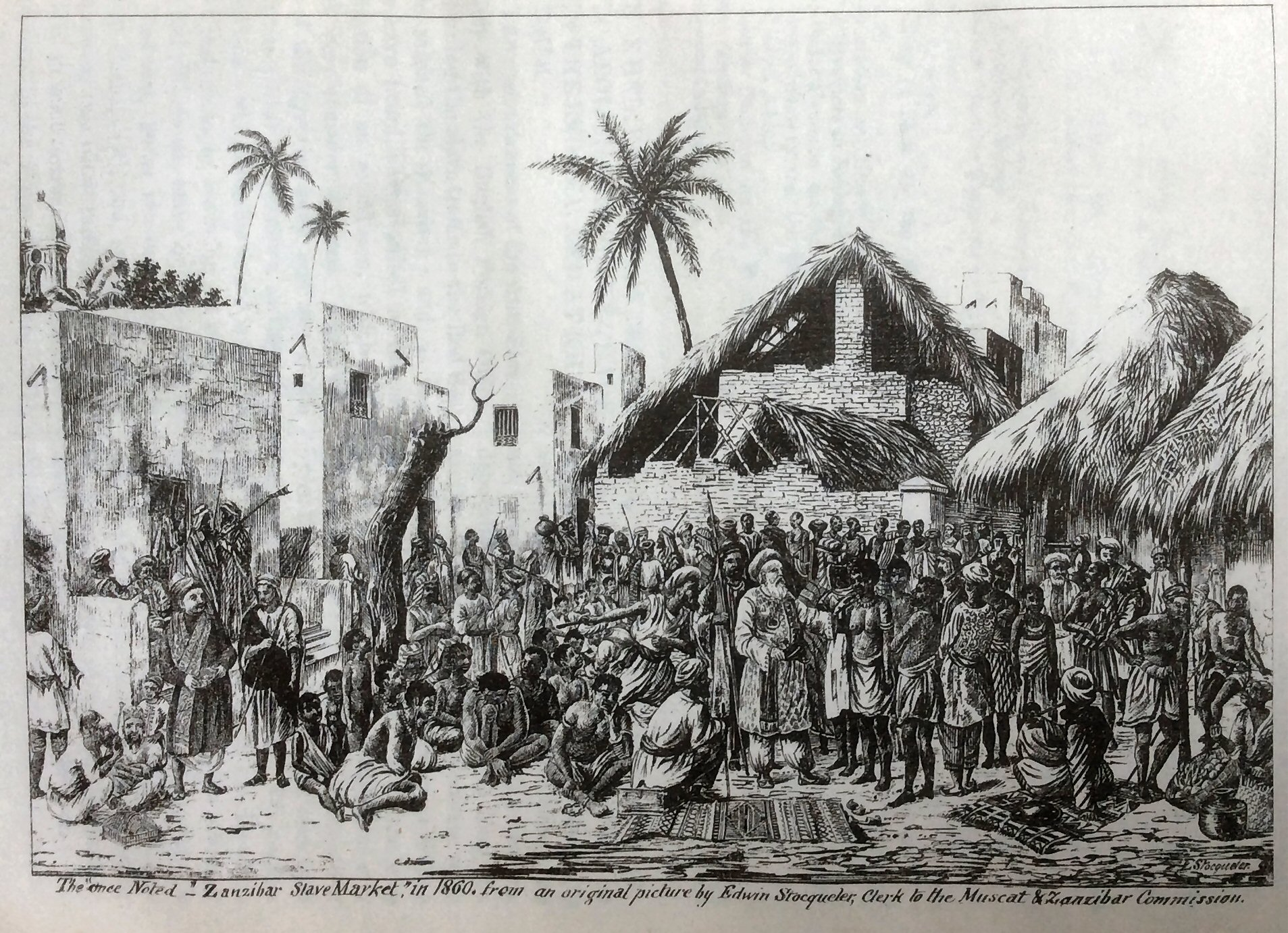
Mercado musulmán de esclavos en Zanzíbar, origen de los Zanj.

Como había restricciones en la esclavitud de los musulmanes, las áreas animistas en África eran una fuente popular de esclavos. Conocido como el Zanj (Bantú), estos esclavos fueron capturados principalmente de la región africana de los grandes lagos así como de África central.
Una vez en el imperio Otomano, los Zanj estaban empleados en hogares, en plantaciones y en el ejército como soldados esclavos. Algunos podían ascender a oficiales de alto rango, pero en general eran considerados inferiores a los esclavos europeos y caucásicos. Cabe señalar, que no todos los esclavos Zanj eran vendidos en Anatolia, también había importantes mercados en el medio Orienta, India y Asia. El comercio de esclavos a través del Sahara y a través del océano Índico cuenta con una larga historia, comenzando con el control de las rutas marítimas por los comerciantes musulmanes árabes y suajili en la costa Suajili durante el siglo IX (véase Sultanato de Zanzíbar). Estos comerciantes capturaban a los pueblos bantúes (Zanj) desde el interior en la actual Kenia, Mozambique y Tanzania y los trajeron al litoral. Una vez allí muchos se asimilaron gradualmente en las zonas rurales, sobre todo en las islas Unguja y Pemba.
Algunos historiadores afirman que hasta 17 millones de personas fueron vendidas como esclavos en la costa del océano Índico, Oriente Medio y África del Norte, y aproximadamente 5 millones de esclavos africanos fueron comprados por comerciantes de esclavos musulmanes y sacados de África a través del mar Rojo, el oÍndico y el desierto del Sáhara entre 1500 y 1900.
Hoy en día, decenas de miles de afro-turcos, descendientes de los esclavos del Zanj del Imperio Otomano, siguen viviendo en la Turquía moderna. Mustafa Olpak, un afro-turco, fundó en Ayvalık la primera organización oficialmente reconocida de afro-turcos, la Sociedad de Cultura y Solidaridad de los Africanos (Afrikalılar Kültür ve Dayanışma Derneği). Olpak afirma que en la Turquía moderna solamente unos 2000 esclavos africanos han sobrevivido y viven en la moderna Turquía, por lo general debido a que eran castrados una vez adquiridos.

## Esclavos en el Harem Imperial

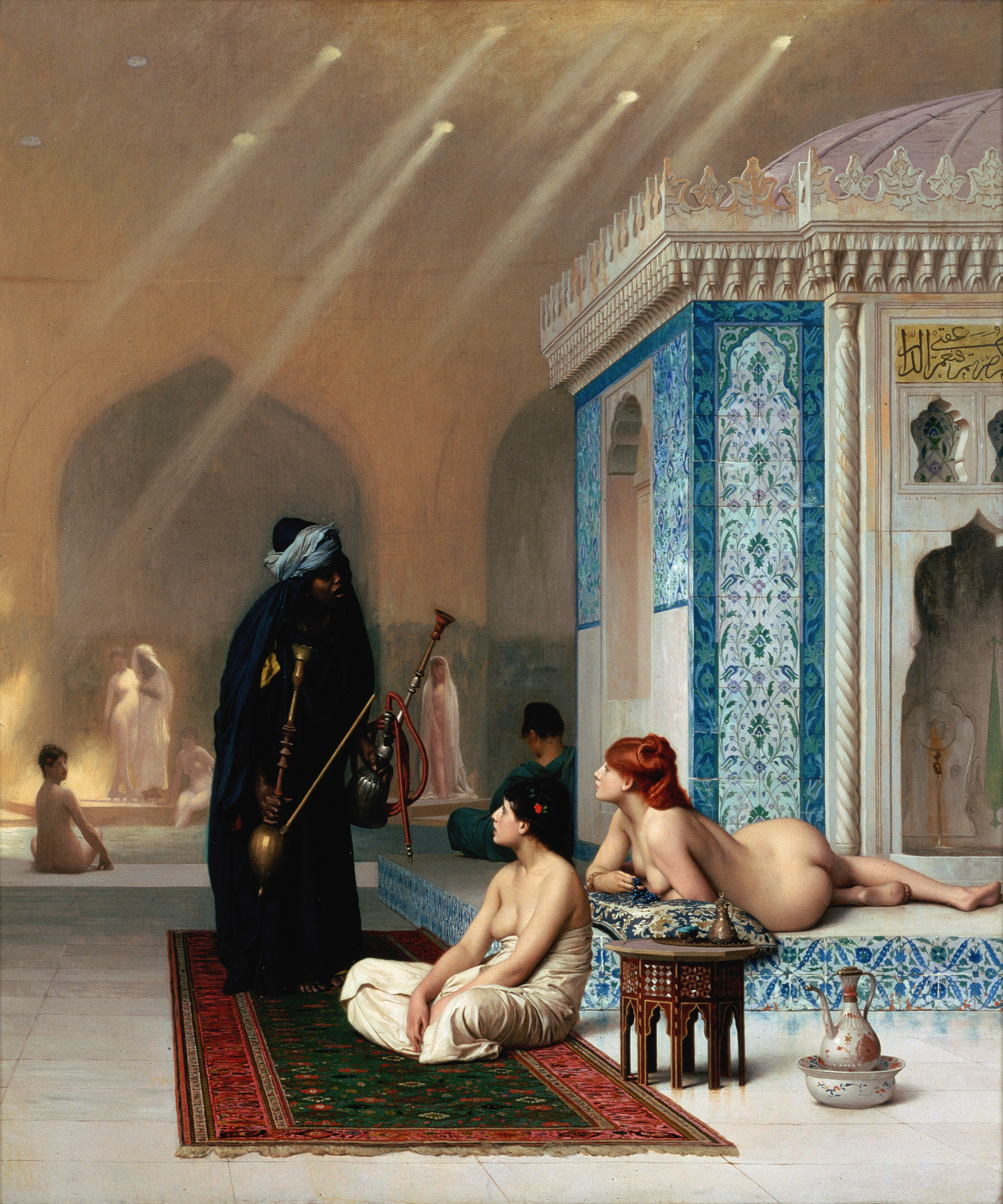
Esclavas en el Harén.

Las concubinas del sultán otomano consistían principalmente de esclavas sexuales que habían sido compradas. Las concubinas del sultán eran generalmente de origen cristiano. Las concubinas eran custodiadas por esclavos eunucos, a menudo de la África animista, capturados de la región de los Grandes Lagos africanos y otras áreas en Sudán como Darfur y Kordofan y luego vendidos a clientes en Egipto. Los eunucos estaban encabezados por el Kizlar Agha ("agha de las [esclavas]"). Los eunucos provenían de los territorios al sur de África y eran vendidos en la Puerta Otomana. Existían dos categorías de eunucos: eunucos negros y eunucos blancos. Los eunucos negros eran esclavos africanos que servían a las concubinas y oficiales en el Harem junto con doncellas de baja graduación. Los eunucos blancos eran europeos de los Balcanes o del Cáucaso, comprados en los mercados de esclavos o eran niños tomados de familias cristianas en los Balcanes que no podían pagar el impuesto Yizia.

## Esclavitud sexual

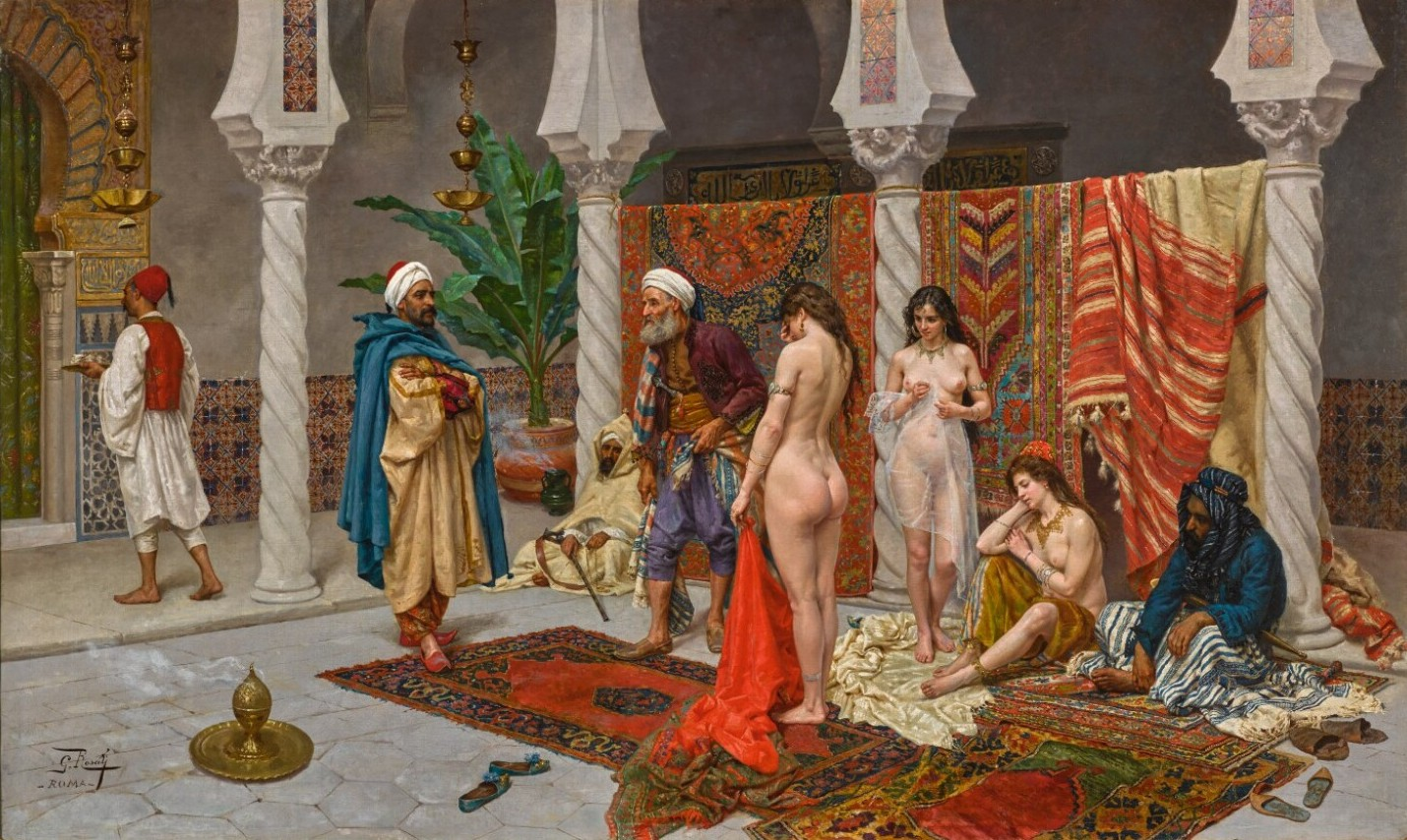
Inspección de esclavas cristianas cirscasianas recién llegadas al Harén, pintada por Giulio Rosati (1858-1917).

Circasianos, sirios y nubios fueron las tres principales etnias de las mujeres que fueron vendidas como esclavas sexuales en el Imperio otomano. Las jóvenes circasianas fueron descritas como bellas y de piel clara y frecuentemente fueron esclavizadas por los tártaros de Crimea y luego vendidas a los otomanos. Eran las más caras, alcanzando hasta 500 libras esterlinas y las más populares entre los turcos. En segundo lugar en la popularidad estaban las jóvenes sirias, con sus ojos oscuros, pelo oscuro, y piel oliva, procedían principalmente de regiones costeras de Anatolia. Su precio podía alcanzar hasta 30 libras esterlinas. Se les describió cómo de "buen tipo cuando son jóvenes". Las jóvenes nubias eran las más baratas y menos populares, costando hasta 20 libras esterlinas.
A lo largo de los siglos XVIII y XIX, la esclavitud sexual no solamente era un elemento central de la práctica otomana sino un componente crítico de la gobernanza imperial y de la reproducción social de la élite. Los jóvenes Dhimmi tomados en el devşirme también podían convertirse en esclavos sexuales, aunque por lo general trabajaban en lugares como baños (hammam) y cafeterías. Se convirtieron en tellaks (masajistas), köçeks (bailarines) o sāqīs (vendedores de vino) durante el tiempo que eran jóvenes y sin barba.
Un köçek comenzaría a entrenarse alrededor de la edad de siete u ocho años y sería considerado maduro tras seis años de estudio y práctica. La carrera de un bailarín duraría mientras fuera imberbe y conservara su aspecto juvenil. Eran reclutados entre las filas de las naciones no musulmanas del imperio, como judíos, romaníes, griegos, albaneses, armenios y otros. Los bailes, conocidos colectivamente como köçek oyunu, mezclaron elementos árabes, griegos, asirios y kurdos (danza Karsilamas y danza Kaşık Havası). Por lo general ofrecían espectáculos durante las bodas o celebraciones de circuncisión, fiestas y festivales, así como para el placer de los sultanes y la aristocracia. Los jóvenes eran obligados a ir muy maquillados, su cabello eran recogido en forma de trenzas con un pequeño sombrero de terciopelo negro o rojo decorado con monedas, joyas y oro.

## Declive y supresión de la esclavitud otomana
Debido a la intervención europea durante el siglo XIX, el Imperio se vio forzado a reducir la trata de esclavos, que había sido considerada legalmente válida bajo la ley islámica aplicada en el imperio desde sus inicios. Una de las importantes campañas contra la esclavitud otomana y la trata de esclavos se llevó a cabo en el Cáucaso por las autoridades rusas.
El primer paso fue la emisión de una serie de actos jurídicos que limitaban la esclavitud de los blancos, posteriormente se ampliaría a otras etnias y finalmente a otras religiones. En 1830, un firmán del sultán Mahmud II daría la libertad a los esclavos blancos. Esta categoría incluía a los circasianos, que se veían obligados a vender a sus propios hijos debido a la pobreza, esclavos griegos que se habían rebelado contra el Imperio en 1821, entre otros. Otro firmán, que abolía el comercio de niños circasianos fue publicado en octubre de 1854. Un firmán al Bajá de Egipto fue publicado en 1857 y una orden a los vizirs de varias autoridades locales en el Cercano Oriente, tales como los Balcanes y Chipre, en 1858, prohibió el comercio de esclavos zanjos pero no ordenaba la liberación de los ya esclavizados.
Sin embargo, la esclavitud y el comercio de esclavos en el Imperio otomano continuaría durante décadas, ya que textos legales como el anterior no estaban respaldados por un sistema de sanciones. No fue sino hasta 1871 que una circular del 20 de julio de ese año introdujo la pena de un año de prisión para los que practicaban la trata de esclavos.
Posteriormente, el tráfico de esclavos fue expresamente prohibido para lo que hubo que utilizar astucias técnicas ingeniosas en la aplicación de la sharia, o la ley islámica, ya que la Sharia en sí permitía la esclavitud y Mahoma fue un gran esclavista en su época. Por ejemplo, según los términos de la nueva aplicación de la Sharia, los esclavos no podían ser esclavos si eran musulmanes antes de su captura. Tampoco podían ser capturados legítimamente sin una declaración formal de guerra, que solamente podía ser emitida por el sultán. Como los últimos sultanes otomanos deseaban detener la esclavitud, no autorizaban incursiones con el propósito de capturar esclavos y por lo tanto hacían efectivamente ilegales la adquisición de nuevos esclavos, pero aquellos que ya estaban esclavos seguirían siendo esclavos.
Bajo presión europea, el Imperio otomano, junto a otros 16 países firmó la Ley de la Conferencia de Bruselas de 1890 para la represión de la trata de esclavos. Sin embargo, la esclavitud clandestina persistió hasta principios del siglo XX. Una circular del Ministerio del Interior en octubre de 1895 advirtió a las autoridades locales que algunos barcos de vapor despojaron a los marineros de origen Zanj de sus "certificados de liberación" y los volvieron a esclavizar. Otra circular del mismo año revela que algunos esclavos zanjos recién liberados fueron arrestados basados en acusaciones infundadas, encarcelados y obligados a regresar a sus señores. Henry Morgenthau, Sr., que sirvió como el embajador de los E. en Constantinopla de 1913 hasta 1916, alega en su historia del embajador Morgenthau que había bandas que negociaban esclavos blancos durante su término en Constantinopla. El mismo autor informa que las niñas armenias eran vendidas como esclavas durante el genocidio armenio de 1915.

## sigloXXI
Con la disolución del Imperio otomano, los genocidios armenio, asirio y griego, y la desaparición de casi toda la población cristiana de la actual Turquía, ha disminuido la esclavitud de no-musulmanes. Aun así, esta se sigue practicando en el país, principalmente en la frontera sur, en ciudades como Gaziantep en donde minorías no-musulmanas como los yazidíes son vendidas hasta por 18 000 dólares americanos.